# William McKenzie 151K
William McKenzie 151K är ett reservat i Kanada.   Det ligger i provinsen Alberta, i den centrala delen av landet, 3 100 km väster om huvudstaden Ottawa.
Trakten runt William McKenzie 151K består till största delen av jordbruksmark. Trakten runt William McKenzie 151K är nära nog obefolkad, med mindre än två invånare per kvadratkilometer.